# 涅米欽齊
49°22′20″N 26°43′19″E / 49.37222°N 26.72194°E
內米欽齊（烏克蘭語：Немичинці）是位於烏克蘭西部的村莊，由赫梅利尼茨基州裡赫梅利尼茨基區的近衛軍村市鎮負責管轄。該村面積2.07平方公里，海拔高度302米，2001年人口728。